# Полянское (Тверская область)
Поля́нское — деревня в Калининском районе Тверской области. Входит в состав Славновского сельского поселения.

## География
Деревня находится в юго-восточной части Тверской области, на правом берегу реки Орша, на расстоянии приблизительно 16 км (по прямой) к северо-востоку от города Тверь, административного центра района и области.

### Часовой пояс
Деревня Полянское, как и вся Тверская область, находится в часовой зоне МСК (московское время). Смещение применяемого времени относительно UTC составляет +3:00.

## История
Деревня впервые отмечена на карте 1825 года. В 1859 году в деревне Тверского уезда Тверской губернии насчитывалось 17 дворов, проживало 155 человек.

## Население
| 2010 |
| ---- |
| 14   |

### Национальный состав
Согласно результатам переписи 2002 года, в национальной структуре населения русские составляли 100 % из 17 чел.